# Lins de Vasconcelos (bairro do Rio de Janeiro)
Lins de Vasconcelos é um bairro da Zona Norte do município do Rio de Janeiro. Faz limite com os bairros Méier, Engenho de Dentro, Engenho Novo, Grajaú e Jacarepaguá. Seu IDH, no ano 2000, era de 0,859, o 44º melhor do município do Rio de Janeiro.
Faz parte do Grande Méier. No bairro encontra o Hospital Naval Marcílio Dias, a maternidade pública Carmela Dutra e as escolas de samba Lins Imperial e Unidos do Cabuçu. Foi nesse bairro que nasceu o escritor Carlos Heitor Cony, o ator Hugo Carvana, o comediante Mussum, a atriz Denise Fraga e morou na adolescência o cantor e compositor Roberto Carlos.
Sua principal via de acesso é a rua Lins de Vasconcelos, que se inicia na rua 24 de Maio e seu término é nas esquinas das ruas Pedro de Carvalho e Nossa Senhora da Guia. 
É um bairro tipicamente residencial do subúrbio carioca. É servido pelas linhas de ônibus 232 (Lins x Castelo), 606 (Rodoviária x Engenho de Dentro), 651 (Méier x Cascadura - Via Arquias Cordeiro) e 652 (Méier x Cascadura - Via Lins), sendo que, no período do verão, também é servido por uma linha em direção à praia do Leme, o SE 232 (Lins x Leme).
Possui um sub-bairro, Boca do Mato, que se localiza no fim das ruas Aquidabã e Maranhão. Nesse local se encontra o Colégio Estadual Antônio Houaiss, onde a maioria dos jovens da área estudam, no Ensino Médio.
No bairro e em seu entorno há o Complexo do Lins: Barro Preto, Barro Vermelho, Encontro, Bacia, Amor, Árvore Seca, Cachoeirinha, Cachoeira Grande, Gambá, Cotia e Boca do Mato. Conta com uma população de 150.000 habitantes, em uma extensão territorial de aproximadamente 300 mil metros quadrados.   
O bairro possui um conjunto habitacional de apartamentos da CEHAB, a Barreira do Lins, localizada numa rua pequena, a Antenor Nascentes. Há uma creche modelo também: a Creche Odetinha Vidal de Oliveira. Não podendo ser esquecida a Rua Mar de Espanha, rua fechada por portão automático, arborizada e tranquila, parece um local longe da violência e da perturbação urbana.
Foi agraciado com o Projeto Rio Cidade da prefeitura da Municipal do Rio de Janeiro, através de emenda ao orçamento, onde estão sendo reformada toda a Rua Lins de Vasconcelos, com galerias de águas pluviais, nova iluminação, asfaltamento diferenciado, reforma de calçadas com piso intertravado, e aligação das galerias de águas pluviais com o Rio Jacaré, obra espetacular para os moradores do Lins de Vasconcelos, as intervenções vão desde a Rua Vinte e Quatro de Maio, até a Rua Aquidabã com Pedro de Carvalho.

## Bairros vizinhos
- Engenho Novo
- Del Castilho
- Méier
- Grajaú
- Engenho de Dentro
- Jacarepaguá (pela Serra da Carioca)

## Dados
O bairro de Lins de Vasconcelos faz parte da região administrativa de Méier. Os bairros integrantes da região administrativa são: Abolição, Água Santa, Cachambi, Encantado, Engenho de Dentro, Engenho Novo, Jacaré, Lins de Vasconcelos, Méier, Piedade, Pilares, Riachuelo, Rocha, Sampaio, São Francisco Xavier e Todos os Santos.

## Limites
Delimitação do bairro Lins de Vasconcelos, Código 062, segundo o Decreto No 5.280 de 23 de agosto de 1985.
“Do entroncamento da Rua Vinte e Quatro de Maio com a Rua Lins de Vasconcelos, seguindo por esta (incluída) até a Rua Azamor; Rua Maranhão (incluída) até o seu final; daí, subindo em linha reta a vertente até o ponto de cota 362m; daí, pela cumeada da Serra dos Pretos Forros, passando pelo ponto de cota 404m, até o ponto de cota 338m; deste ponto, descendo e subindo os espigões, passando pelo entroncamento da Avenida Menezes Côrtes com a Rua Orós (incluída) e pelos pontos de cota 314m, 292m e 338m, até o ponto de cota 346m; daí, descendo a vertente em linha reta, até o final da Rua Sargento Jupir; por esta (excluída) até a Rua Dona Francisca (incluída); Rua Cabuçu (incluída); Rua Maria Antônia (excluída); Rua General Belegarde (excluída e excluindo a Rua Jaú); Rua Allan Kardec (excluída); Rua Vinte e Quatro de Maio (excluída) ao ponto de partida.

## Filhos Ilustres
Mussum - Comediante e músico(m. 1994)
Hugo Carvana - Ator e diretor de cinema(m. 2014)
Yoná Magalhães - Consagrada atriz brasileira(m. 2015)